# Dobrzeń Wielki (plaats)
Dobrzeń Wielki (Duits: Groß Döbern) is een dorp in het Poolse woiwodschap Opole, in het district Opolski (Opole). De plaats maakt deel uit van de gemeente Dobrzeń Wielki en telt 4450 inwoners. Sinds 2009 is de plaats officieel tweetalig Pools/Duits.

## Foto's

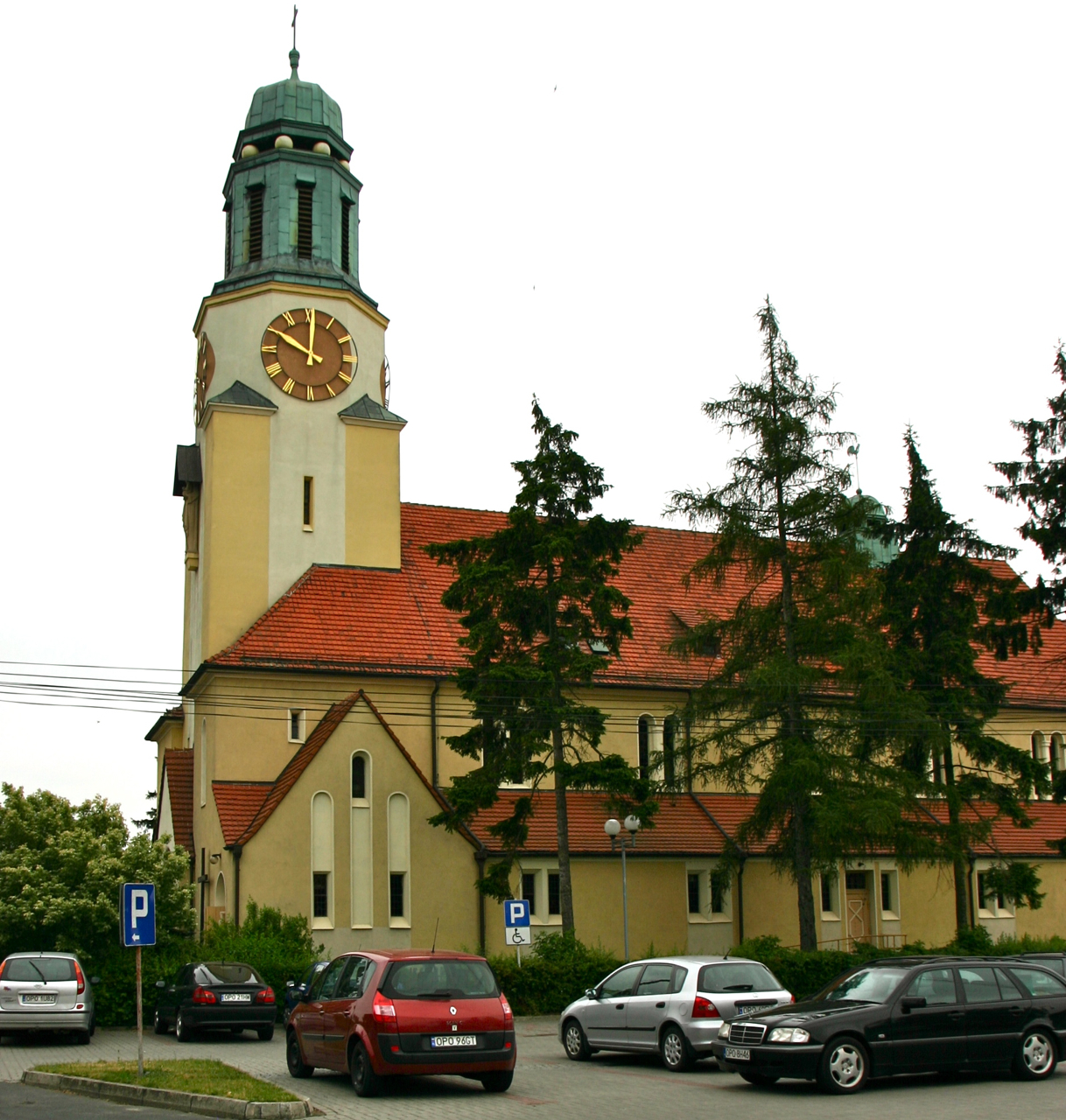
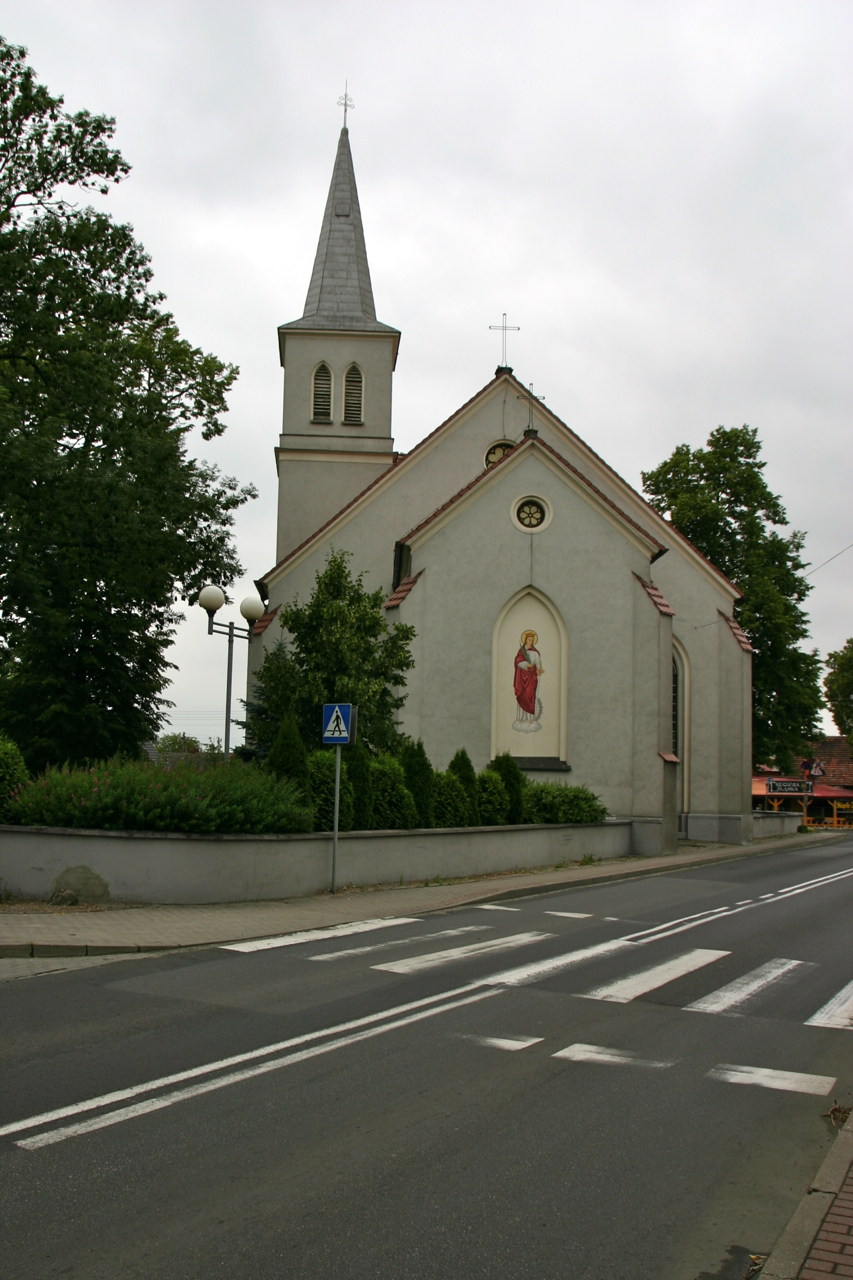
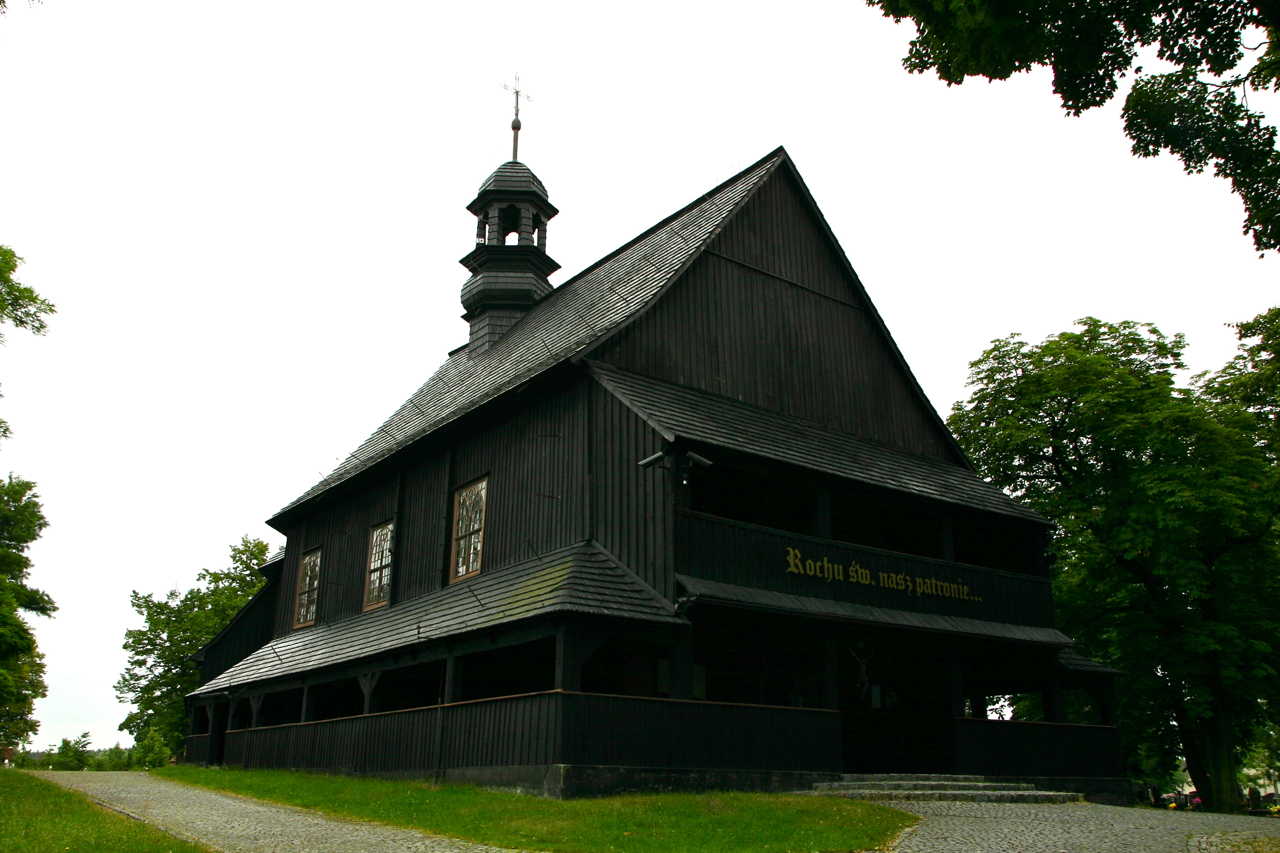

## Verkeer en vervoer
- Station Dobrzeń Wielki